# 마츠오카 나츠미
마츠오카 나츠미(일본어: 松岡 菜摘, 1996년 8월 8일~)는 일본의 아이돌이며, 여성 아이돌 그룹 전 HKT48 팀H의 캡틴이다. 후쿠오카현 출신이다.

## 출현작
- PRODUCE 48 (2018년 6월 15일 ~ 2018년 8월 31일, Mnet)

## 내력
2011년
- 7월 10일, 《HKT48 1기생 오디션》에 합격.
- 10월 23일, 세이부 돔에서 개최된 《〈플라잉 겟〉 발매 기념 전국 악수회 이벤트 〈AKB48 축제 powered by AKB48 네모우스 TV〉》에서 첫선을 보였다.
- 11월 26일, HKT48 극장 첫 공연으로 극장 데뷔.

2012년
- 3월 4일, 팀H가 결성된 때, 정규 멤버 16명 중 1명에 선택되었다.
- 4월 22일, 〈누군가를 위해서〉 프로젝트의 일환으로서, AKB48 멤버 6명과 함께 이와테현 카마이시 시를 방문했다.

2014년
- 2월 24일, 《AKB48 그룹 대조각 축제》에서, 재편 후의 신생 팀H에서 부캡틴을 맡는 것이 발표되었다.
- 5월부터 6월에 걸쳐 실시된 《AKB48 37th 싱글 선발 총선거》에서는 64위로, 퓨처 걸즈에 선출되었다[1].

2015년
- 5월부터 6월에 걸쳐 실시된 《AKB48 41st 싱글 선발 총선거》에서는 51위로, 퓨처 걸즈에 선출되었다[2].

2022년
- 9월 4일, HKT48를 졸업.

## HKT48에서의 참가곡

### 싱글 CD 선발곡
HKT48 명의
- スキ!スキ!スキップ! / 좋아! 좋아! 스킵!
  - お願いヴァレンティヌ / 부탁해 바렌티누
  - 今がイチバン / 지금이 제일 - 우마쿠치 히메 명의
- メロンジュース / 멜론 주스
  - そこで何を考えるか? / 거기서 무엇을 생각할까?
- 桜、みんなで食べた / 벚꽃, 다 함께 먹었어
  - 君はどうして? / 넌 어째서?
  - 既読スルー / 읽음 무시 - 팀H 명의
- 控えめ I love you ! / 소극적인 I love you !
- 12秒 / 12초

AKB48 명의
- 〈ギンガムチェック 깅엄 체크〉에 수록
  - あの日の風鈴 / 그 날의 풍경 - 웨이팅 걸즈 명의
- 〈永遠プレッシャー 영원 프레셔〉에 수록
  - 初恋バタフライ / 첫사랑 버터플라이 - HKT48 명의
- 〈さよならクロール 안녕 크롤〉에 수록
  - バラの果実 / 장미의 과실 - 언더 걸즈 명의
- 〈鈴懸の木の道で「君の微笑みを夢に見る」と言ってしまったら僕たちの関係はどう変わってしまうのか、僕なりに何日か考えた上でのやや気恥ずかしい結論のようなもの 플라타너스 나무가 서 있는 길에서 「네 미소가 꿈에 나왔어」라고 말해버린다면 우리들의 관계는 어떻게 변하는 걸까, 나 나름대로 며칠이고 생각해본 후의 조금 부끄러운 결론처럼〉에 수록
  - ウインクは3回 / 윙크는 3회 - HKT48 명의
- 〈前しか向かねえ 앞 밖에 보지 않아〉에 수록
  - 君の嘘を知っていた / 네 거짓말을 알고 있었어 - Beauty Giraffes 명의
- 〈心のプラカード 마음의 플래카드〉에 수록
  - 性格が悪い女の子 / 성격이 나쁜 여자 아이 - 퓨처 걸즈 명의
- 〈希望的リフレイン 희망적 리프레인〉에 수록
  - Ambulance - 백합조 명의
- 〈Green Flash〉에 수록
  - 大人列車 / 어른 열차 - HKT48 명의
- 〈ハロウィン・ナイト 할로윈 나이트〉에 수록
  - 君にウェディングドレスを… / 너에게 웨딩드레스를… - 퓨처 걸즈 명의

### 앨범 CD 선발곡
- 《1830m》에 수록
  - 青空よ 寂しくないか? / 푸른 하늘이여 외롭지 않은가? - AKB48+SKE48+NMB48+HKT48 명의